# Мори Нунес, Алесандро
Алеса́ндро Мо́ри Ну́нес (порт.-браз. Alessandro Mori Nunes; род. 10 января 1979, Асис-Шатобриан, Парана) — бразильский футболист, защитник.

## Биография
Алесандро является воспитанником молодёжной академии «Фламенго». Довольно рано дебютировал за основной состав, несмотря на ответственную позицию крайнего защитника. В 1999—2001 годах выиграл с командой три титула чемпиона штата Рио-де-Жанейро, а также победил в Кубке чемпионов Бразилии.
В начале 2000-х годов во «Фламенго» начался игровой и финансовый кризис, поэтому Алесандро отправился в аренду в «Палмейрас», где он провёл чуть более трёх месяцев. Затем игрока приобрело киевское «Динамо», но закрепиться в украинской команде ему не удалось и в 2004 году он отправился в аренду в «Крузейро». В 2005—2007 годах он выступал в «Гремио», где и завершился его контракт с «Динамо». После этого Алесандро недолго выступал за «Сантос», пока, наконец, не перешёл в 2008 году в «Коринтианс».
«Тимао» тогда возглавлял Мано Менезес, с которым Алесандро был знаком ещё будучи игроком «Гремио», и с которым он вместе выигрывал Серию B. Ситуация повторилась и в том году, поскольку второй по-популярности клуб страны по итогам 2007 года вылетел из Серии A. Алесандро помог своей новой команде выиграть Серию B, а уже в следующем году завоевать Кубок Бразилии, и вместе с ним завоевать путёвку в Кубок Либертадорес. Это позволило привлечь дополнительных спонсоров и вскоре «Коринтианс» стал вновь бороться за самые высокие места. По итогам чемпионата 2010 «Тимао» вновь добыли путёвку в Кубок Либертадорес, но только в его предварительную стадию.
В начале 2011 года Коринтианс сенсационно не смог преодолеть предварительную стадию Кубка Либертадорес, из-за чего досрочно карьеру завершил Роналдо, и команду также покинул Роберто Карлос. Уход столь авторитетных игроков привёл к необходимости выбора капитана. Первоначально им стал Шикан, но вскоре тот поссорился с тренером Тите и повязка перешла к Алесандро.
В 2011 году «Коринтианс» стал чемпионом Бразилии, в 2012 году впервые в своей истории дошёл до финала и выиграл Кубок Либертадорес. Алесандро пропустил пять из шести матчей группового турнира (кроме первого) в этом турнире из-за травм, но к решающим играм успел восстановиться.

## Достижения
- Чемпион Бразилии: 2011
- Чемпион Украины: 2004
- Чемпион Серии B Бразилии (2): 2005, 2008
- Чемпион штата Сан-Паулу (3): 2007, 2009, 2013
- Чемпион штата Рио-де-Жанейро (3): 1999, 2000, 2001
- Чемпион штата Риу-Гранди-ду-Сул: 2006
- Обладатель Кубка чемпионов Бразилии: 2001
- Обладатель Кубка Украины: 2005
- Обладатель Кубка Либертадорес: 2012
- Победитель Клубного чемпионата мира: 2012